# Maladroit
Maladroit är ett album av Weezer som släpptes 2002. Det var gruppens första album med basisten Scott Shriner.

## Låtlista
Samtliga låtar skrivna av Rivers Cuomo.
1. "American Gigolo" - 2:42
2. "Dope Nose" - 2:17
3. "Keep Fishin'" - 2:52
4. "Take Control" - 3:05
5. "Death and Destruction" - 2:38
6. "Slob" - 3:09
7. "Burndt Jamb" - 2:39
8. "Space Rock" - 1:53
9. "Slave" - 2:53
10. "Fall Together" - 2:01
11. "Possibilities" - 2:00
12. "Love Explosion" - 2:35
13. "December" - 2:59